# Ida Gard
Ida Gard, pseudonimo di Ida Bidstrup Østergaard (Hadsund, 1º marzo 1986), è una cantante danese.

## Biografia
Ida Gard è salita alla ribalta nel 2008, quando ha vinto la competizione musicale KarriereKanonen organizzata dalla radio nazionale danese DR P3. Tre anni dopo è uscito il suo album di debutto Knees, Feet & the Parts We Don't Speak Of, ma ha iniziato a riscontrare successo commerciale con il suo secondo album del 2013, Doors, che ha debuttato alla 19ª posizione nella classifica danese. Il successo del disco l'ha portata non solo ad aprire il concerto di Bob Dylan ad Aarhus, ma anche a intraprendere la sua prima tournée, che ha toccato la Danimarca e la Germania.

## Discografia

### Album in studio
- 2011 – Knees, Feet & the Parts We Don't Speak Of
- 2013 – Doors
- 2016 – Womb

### Singoli
- 2008 – On His Knees
- 2011 – Nothing's Wrong Song
- 2014 – A Lady
- 2014 – Need a Break
- 2015 – When Are You Gonna Come?
- 2015 – Womb
- 2017 – Running Up That Hill
- 2019 – Lambrusco